# رباط الغيثي (بعدان)

تعديل مصدري - تعديل

رباط الغيثي هي إحدى قرى عزلة حيسان بمديرية بعدان التابعة لمحافظة إب، بلغ تعداد سكانها 496 نسمة حسب تعداد اليمن لعام 2004.